# Anaphe venata
Anaphe venata là một loài côn trùng trong họ Notodontidae. Loài này được Butler miêu tả khoa học đầu tiên.
Đây là loài gây hại của cây Triplochiton scleroxylon, phát triển phổ biến ở Ghana.